# Каракачанска овца
Каракачанска овца је једна од најпримитивнијих врста оваца у југоисточној Европи. Сматра се сродником муфлона. Настала је вишевековном селекцијом оваца које су чували Каракачани, или Ашани, на територији Балкана. Каракачанске овце проводиле су зиму на пашњацима Тесалије и Тракије, Егејске и Вардарске Македоније, а лета на планинама Балканског попуострва. Каракачани су грчко племе које се, осим у матичној земљи, одржало још и у Бугарској. Памти се да су до првих деценија 19. века своја стада напасали и на планинама југоисточне Србије, на Чемернику, Варденику и Бесној Кобили, где су се звали Ашани. Престали су да долазе када су формиране строге границе између балканских држава, па им је прелаз из Грчке био отежан. На Чемернику постоје топоними који говоре о њиховом боравку: Ашанске ливаде, Ашанске колибе и др. Од овчијег млека справљали су качкаваљ и сматра се да су они пренели старопланинским чобанима технологију његове производње.
Каракачанска овца је аутохтона праменка црне длаке, са најгрубљом вуном, изузетно отпорна на временске услове, чврстог и јаког папка, тако да ретко оболева од шапа, кратког је репа и изузетно јаке конституције. У погледу неге је веома скромна али и слабо производна. Лице, ноге и уши су joj обрасле кратком црном длаком. Руно је састављено из отворених праменова, са влакном без вијуга. Просечна финоћа рунских влакана је око 45 µm, а дужина око 15 цм. Годишњи настриг непране вуне у оваца се креће од 1,1 до 1,3, а 1,5 кг у овнова. Рандман вуне износи око 60%. Припада групи изразито краткорепих оваца. Спада у најситније сојеве праменке. Висина гребена оваца у просеку износи 55, а овнова око 60 цм. Одрасле овце достижу тежину 23-40 кг, а овнова око 35 кг. Просечна млечност по овци је око 25 литара (без млека које посиса јагње). Касностасна је, јер двиске улазе у приплод са 17-18 месеци, а пораст завршавају у четвртој години живота. Од 100 оваца се добије око 105 јагњади. Сви овнови су рогати и изузетно снажни, а рогови су им спирално увијени. Овце су углавном шуте, с тим што се рогатост јавља код 5-10% оваца. Чувана је у торовима који су ограђени примитивно, колико да их заштите од вукова, нису им прављене стаје.
Каракачанска овца се сачувала још у Бугарској, Македонији и југоисточној Србији. На Чемерник у, у насељу Млачиште, у породици сестара Цуне и Лиле Митровић, одржало се двадесетак примерака, које су оне наследиле од својих предака. Стадо живи у примитивним, готво природним условима од пре једног века, и зими и лети је под ведрим небом. Кад је научно откривена на овом терену, 2006. године, каракачанска овца је увршћена у државни програм очувања и одрживог коришћења генетичких ресурса домаћих животиња. Након тога формирана су још два запата, један у подножју Старе планине (Каменица, општина Димитровград), а други у околини Босилеграда. Колико ће се ово стадо у Млачишту одржати, само је питање времена, јер су његове власнице превалиле осамдесету годину живота.